# Abhi Bhattacharya
Abhi Bhattacharya (1921 – Mumbai, 1993) è stato un attore indiano.

## Filmografia parziale
- Noukadubi, regia di Nitin Bose (1947)
- Yatrik, regia di Kartick Chatterjee (1952)
- Jagriti, regia di Satyen Bose (1954)
- Anuradha, regia di Hrishikesh Mukherjee (1960)
- Subarnarekha, regia di Ritwik Ghatak (1965)
- Mahabharat, regia di Babubhai Mistry (1965)
- Ishq Par Zor Nahin, regia di Ramesh Saigal (1970)
- Memsaab, regia di Atma Ram (1971)
- Tulsi Vivah, regia di Chandrakant (1971)

## Premi
- Filmfare Awards
  - 1956: "Best Supporting Actor" (Jagriti)